# Strumigenys rallarhina
Strumigenys rallarhina (лат.) — вид мелких муравьёв из трибы Attini (ранее в Dacetini, подсемейство Myrmicinae).

## Распространение
Вьетнам, Китай.

## Описание
Длина желтовато-коричневого тела около 2 мм. Усики 6-члениковые. Длина головы (HL) от 0,59 до 0,65 мм, ширина головы (HW) от 0,41 до 0,44 мм. Вершинная вилка узких и длинных жвал состоит из двух апикальных зубцов и одного преапикального. От близких видов отличается следующими признаками: преапикальный зубец шиповидный и немного загнутый, его длина составляет треть ширины жвал в том месте, где он находится; максимальный диаметр глаза равен максимальной ширине скапуса; глаз содержит 3-4 омматидия в длиннейшем ряду.
Хищный вид, предположительно, как и другие представители рода, охотится на мелкие виды почвенных членистоногих.
Вид был впервые описан в 2000 году английским мирмекологом Барри Болтоном по материалам из Китая. Вид включён в комплекс видов Strumigenys feae-complex из видовой группы Strumigenys mayri-group.